# 農圃駅
農圃駅（ノンポえき）は、朝鮮民主主義人民共和国咸鏡北道慶源郡に位置する朝鮮民主主義人民共和国鉄道省咸北線の駅である。

## 歴史
- 1930年10月1日：開業[1]。

## 隣の駅
朝鮮民主主義人民共和国鉄道省
咸北線
慶源駅 - 農圃駅 - 龍堂里駅